# Otocinclus
Otocinclus  es un género de peces de agua dulce perteneciente a la familia de los loricáridos.

## Morfología
Son peces de pequeñas dimensiones, variando desde los 2,4 cm de la especie más pequeña (Otocinclus tapirape) hasta los 5,5 cm de la más grande (Otocinclus flexilis).

## Distribución geográfica
Se encuentra en Sudamérica: al este de los Andes y desde el norte de Venezuela hasta el norte de Argentina.

## Cautividad
Las especies de este género son populares como peces de acuario y, a menudo, se compran para que coman las algas que se forman en estos.

## Especies
- Otocinclus affinis (Steindachner, 1877)
- Otocinclus batmani (Lehmann, 2006)
- Otocinclus bororo (Schaefer, 1997)
- Otocinclus caxarari (Schaefer, 1997)
- Otocinclus cocama (Reis, 2004)
- Otocinclus flexilis (Cope, 1894)
- Otocinclus gibbosus (Miranda-Ribeiro, 1908)
- Otocinclus hasemani (Steindachner, 1915)
- Otocinclus hoppei (Miranda Ribeiro, 1939)
- Otocinclus huaorani (Schaefer, 1997)
- Otocinclus macrospilus (Eigenmann & Allen, 1942)
- Otocinclus mariae (Fowler, 1940)
- Otocinclus mimulus (Axenrot & Kullander, 2003)
- Otocinclus mura (Schaefer, 1997)
- Otocinclus tapirape (Britto & Moreira, 2002)
- Otocinclus vestitus (Cope, 1872)
- Otocinclus vittatus (Regan, 1904)
- Otocinclus xakriaba (Schaefer, 1997)